# Музыка Кабо-Верде
Кабо-Верде известен во всем мире благодаря морне, форме народной музыки, обычно исполняемой на креольском языке Кабо-Верде в сопровождении кларнета, скрипки, гитары и кавакиньо. Funaná, Coladeira, Batuque и Cabo love — другие музыкальные формы.

## Язык
В отличие от литературы Кабо-Верде, музыка Кабо-Верде исполняется на креольском языке Кабо-Верде, а не на португальском языке. Поэтому музыка Кабо-Верде считается креолофонной, а не португалоязычной. Песни, сочинённые на португальском языке, существуют (например, «Mar eterno» Эужениу Тавареша, «Ponta do Sol» Антониу Калдейра Маркеша, «Separação» Палмейринью), но их крайне мало.

## История

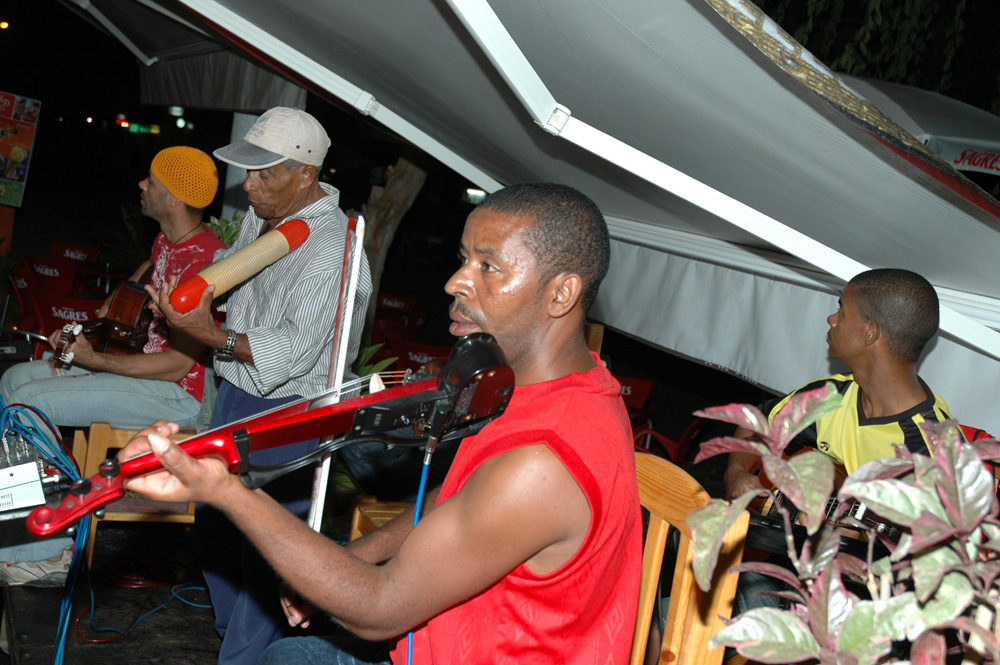
Группа, исполняющая морну

Кабо-Верде — это островной архипелаг, который был необитаем до прибытия португальцев в 1462 году. Моряки привезли с собой африканских рабов, и население островов смешалось с элементами обеих рас. Климатические условия сделали острова негостеприимными, и португальские правительства в основном игнорировали жителей, а также частые засухи и голод, которые периодически обрушивались на острова. В результате сейчас за границей проживает больше жителей Кабо-Верде, чем дома, а значительные общины существуют в Новой Англии, Португалии, Уэльсе, Сенегале, Италии, Франции и Нидерландах.
В 2011 году это будет одна из самых последних стран, получивших собственную музыкальную награду, была учреждена Музыкальная премия Кабо-Верде, которая присуждает лучшие песни года исполнителям из Кабо-Веде (и из-за рубежа). На континентальном уровне певцы или артисты из Кабо-Верде и жителей Кабо-Верде за границей включены в другую награду - Музыкальная премия MTV Африка на континентальном уровне, ежегодно присуждаемую музыкальной сетью MTV. С 2001 по 2011 год жители Кабо-Верде и жители Кабо-Верде за границей были награждены премией КОРА Награды, и только две певицы были награждены, включая Сезарию Эвору и Сюзанну Лубрано.

## Морна

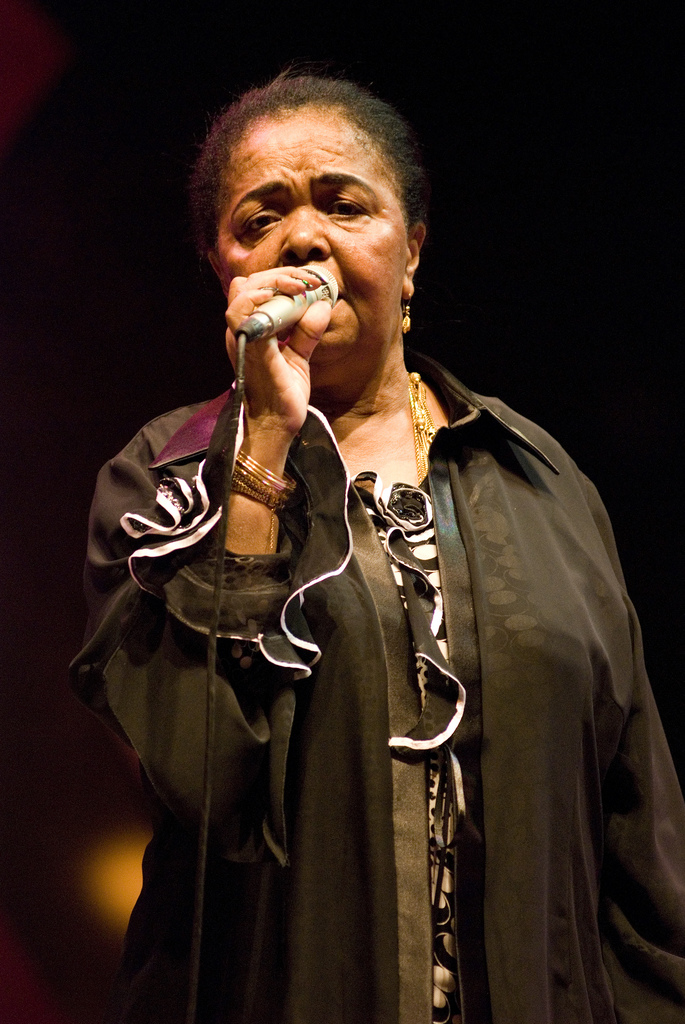
Сеза́рия Э́вора в апреле 2008 года

Морна на сегодняшний день является самым популярным жанром музыки Кабо-Верде, и она произвела международную суперзвезду в лице Сезарии Эворы. Морна — это национальный стиль песни, похожий на аргентинское танго, любимый жителями Кабо-Верде на многих островах страны. Тексты обычно написаны на креольском языке и отражают самые разные темы, включая любовь и похоть, патриотизм и траур. Морна, как музыкальный стиль в 2019 году внесена в Список нематериального культурного наследия ЮНЕСКО.
Считается, что морна зародилась на Боа-Виста как веселая песня. Эухенио Таварес был влиятельным автором песен того периода, и его песни до сих пор широко исполняются. Морна также распространилась на Сан-Висенте, и стали популярны такие композиторы, как Б. Леза и Мануэль де Новас. Солистам аккомпанируют гитара, скрипка, бас-гитара, фортепиано, кавакиньо (похоже на укулеле).
В 1930-х годах Морна превратилась в более быструю форму музыки под названием Коладейра. Это более беззаботный и юмористический жанр с чувственными ритмами. Среди исполнителей — Коде ди Дона, Мануэль де Новас, Франк Каваким, Джоса Маркес и Ос Тубаройнс.
Помимо Эворы, среди популярных музыкантов морны Ильдо Лобо, Титина, Селина Перейра, Лура, Бана, Джозинья, Б. Леза, Травадинья, Саозинья, Мария Элис, Кармен Соуза, Гардения Бенрос и Ассоль Гарсия.
Среди музыкальных коллективов особой популярностью пользуются «Булимунду» и «Тубароиш».
Проводятся музыкальные фестивали при участии исполнителей из Анголы, Бразилии, Португалии и США.